# Pallacanestro agli Island Games 2003 - Torneo maschile
Il torneo di pallacanestro agli Island Games 2003, si è svolto a Guernsey dal 29 giugno al 4 luglio 2003, ed ha visto l'affermazione di Rodi, alla terza affermazione in questa competizione.

## Svolgimento

### Girone A
| Team           | Pts. | V - P | Pf - Ps   |
| -------------- | ---- | ----- | --------- |
| Rodi           | 8    | 4 - 0 | 331 - 186 |
| Saaremaa       | 6    | 3 - 1 | 307 - 265 |
| Anglesey       | 4    | 2 - 2 | 253 - 260 |
| Guernsey       | 2    | 1 - 3 | 238 - 300 |
| Isola di Wight | 2    | 0 - 4 | 219 - 337 |

| Guernsey 29 giugno 2003 | Rodi | 85 – 44 | Guernsey |  |

| Guernsey 29 giugno 2003 | Saaremaa | 84 – 47 | Anglesey |  |

| Guernsey 30 giugno 2003 | Anglesey | 50 – 75 | Rodi |  |

| Guernsey 30 giugno 2003 | Isola di Wight | 55 – 71 | Guernsey |  |

| Guernsey 1 luglio 2003 | Rodi | 78 – 46 | Saaremaa |  |

| Guernsey 1 luglio 2003 | Anglesey | 75 – 49 | Isola di Wight |  |

| Guernsey 2 luglio 2003 | Guernsey | 71 – 79 | Saaremaa |  |

| Guernsey 2 luglio 2003 | Isola di Wight | 46 – 93 | Rodi |  |

| Guernsey 3 luglio 2003 | Guernsey | 52 – 81 | Anglesey |  |

| Guernsey 3 luglio 2003 | Saaremaa | 98 – 69 | Isola di Wight |  |

### Girone B
| Team         | Pts. | V - P | Pf - Ps   |
| ------------ | ---- | ----- | --------- |
| Isole Cayman | 6    | 4 - 0 | 401 - 221 |
| Bermuda      | 4    | 3 - 1 | 352 - 223 |
| Gibilterra   | 2    | 2 - 2 | 298 - 280 |
| Isola di Man | 2    | 1 - 3 | 178 - 317 |
| Jersey       | 2    | 0 - 4 | 160 - 348 |

| Guernsey 29 giugno 2003 | Isole Cayman | 104 – 34 | Isola di Man |  |

| Guernsey 29 giugno 2003 | Gibilterra | 62 – 68 | Bermuda |  |

| Guernsey 30 giugno 2003 | Bermuda | 65 – 82 | Isole Cayman |  |

| Guernsey 30 giugno 2003 | Jersey | 42 – 56 | Isola di Man |  |

| Guernsey 1 luglio 2003 | Isole Cayman | 116 – 91 | Gibilterra |  |

| Guernsey 1 luglio 2003 | Bermuda | 120 – 38 | Jersey |  |

| Guernsey 2 luglio 2003 | Jersey | 31 – 99 | Isole Cayman |  |

| Guernsey 2 luglio 2003 | Isola di Man | 47 – 72 | Gibilterra |  |

| Guernsey 3 luglio 2003 | Gibilterra | 73 – 49 | Jersey |  |

| Guernsey 3 luglio 2003 | Isola di Man | 41 – 99 | Bermuda |  |

### Finali
9º-10º posto
| Guernsey 4 luglio 2003 | Isola di Wight | 88 – 74 | Jersey |  |

7º-8º posto
| Guernsey 4 luglio 2003 | Guernsey | 63 – 73 | Isola di Man |  |

5º-6º posto
| Guernsey 4 luglio 2003 | Anglesey | 64 – 75 | Gibilterra |  |

3º - 4º posto
| Guernsey 4 luglio 2003 | Saaremaa | 59 – 83 | Bermuda |  |

1º - 2º posto
| Guernsey 4 luglio 2003 | Rodi | 76 – 72 | Isole Cayman |  |

## Classifica
| Oro     | Rodi           |
| Argento | Isole Cayman   |
| Bronzo  | Bermuda        |
| 4.      | Saaremaa       |
| 5.      | Gibilterra     |
| 6.      | Anglesey       |
| 7.      | Isola di Man   |
| 8.      | Guernsey       |
| 9.      | Isola di Wight |
| 10.     | Jersey         |

## Fonti
- IslandGames.net: 2003 basketball results (PDF), su islandgames.net. URL consultato il 2 maggio 2018 (archiviato dall'url originale il 12 aprile 2007).